# Kathy McCarty
Kathy McCarty é uma musicista e pintora que reside em Austin, no Texas, nos Estados Unidos.

## Biografia
Iniciou sua carreira com a banda Buffalo Gals (1981-1983). Em seguida, foi cofundadora e colíder da banda Glass Eye. A banda se tornou famosa no circuito de roque universitário independente por sua mistura de pop e vanguardismo em quatro álbuns elogiados pela crítica, dois EPs e mais de vinte excursões.
Depois que a banda se dissolveu em 1993, Kathy gravou Dead dog's eyeball (1994), um álbum de covers de Daniel Johnston. O álbum foi produzido por Brian Beattie, ex-Glass Eye. A revista Trouser Press escreveu que "nenhum compositor jamais teve uma intérprete tão imaginativa e benéfica quanto Daniel Johnston teve em relação a Kathy McCarty". Uma das canções do álbum, Living Life, foi incluída na trilha sonora do filme Before Sunrise (1995).
O álbum seguinte foi Another day in the sun (2005), também produzido por Beattie. A revista Texas Monthly escreveu, sobre o álbum: 

Algumas canções lembram o explosivo roque artístico do Glass Eye... e a acuidade artística de McCarty permanece intacta... mas também existe uma qualidade tradicional, aberta... que dá, a seu trabalho, profundidade incomum e poder duradouro.
Em 2020, ela tocou em tributos a Daniel Johnston e à banda The Lovin' Spoonful.

## Discografia

### Com o Glass Eye
- Huge (Wrestler Records, 1986)
- Bent by Nature (Bar/None Records, 1988)
- Hello Young Lovers (Bar/None Records, 1989)
- Every Woman's Fantasy (Glass Eye Records, 2006)

#### EPs/singles
- Marlo EP (autolançado, 1985)
- Christine EP (Bar/None Records, 1989)
- "Satellite of Love"/"Rock Of Hand" single (1991) (Bar/None Records, 1991)

### Como artista solo

#### Álbums
- Dead Dog's Eyeball - The Songs of Daniel Johnston (Bar/None Records, 1994)
- Another Day in the Sun (RexyRex Records, 2005)

#### Vídeos
- "Rocketship" (1995). A canção apareceu, posteriormente, no desenho Futurama.